# Atractus crassicaudatus
Atractus crassicaudatus е вид змия от семейство Смокообразни (Colubridae).

## Разпространение
Видът е разпространен в Колумбия.